# Бургштеттен
Бургштеттен (нім. Burgstetten) — громада в Німеччині, знаходиться в землі Баден-Вюртемберг. Підпорядковується адміністративному округу Штутгарт. Входить до складу району Ремс-Мур.
Площа — 10,29 км2. Населення становить 3666 ос. (станом на 31 грудня 2020).